# Harlow Hill
Harlow Hill – przysiółek w Anglii, w hrabstwie Northumberland, w dystrykcie (unitary authority) Northumberland, w civil parish Stamfordham. Leży 47,1 km od miasta Alnwick, 18,2 km od miasta Newcastle upon Tyne i 406,9 km od Londynu. W 1951 roku civil parish liczyła 61 mieszkańców.